# Шеманиха
Шема́ниха — посёлок в Краснобаковском районе Нижегородской области России. Административный центр муниципального образования Шеманихинский сельсовет.

## История
Шеманиха образовалась во время строительства железной дороги Нижний Новгород — Котельнич. В 1913 году первой построена железнодорожная казарма, а в 1923 году здесь была небольшая станция. Название взято от ближайшего кордона лесника Шаманина. В 1917 году в Шеманихе жило всего 13 человек (по переписи 1916 года). До 1923 года Шеманиха входила в состав Варнавинского уезда Костромской губернии. Строительство железной дороги и лесоразработки вызвали большой приток населения в посёлок и ближайшие деревни. В годы Великой Отечественной войны шеманихинцы, как и вся страна, воевали на передовой. На памятнике погибшим воинам 279 фамилий земляков, не вернувшихся с войны. В послевоенные годы посёлок начал быстро расти. Самая большая численность населения была в начале 1960-х годов — около 5 тысяч человек.

## Население
| 2002 | 2010  |
| ---- | ----- |
| 1578 | ↘1253 |

## Экономика
Специализация предпринимателей в посёлке:
- лесозаготовки,
- распиловка древесины,
- производство пиломатериалов,
- перевозки,
- торговля,
- строительство зданий,
- доставка продуктов.

## Организации социальной сферы
- Средняя общеобразовательная школа[3][4];
- Дом культуры[5][6];
- Детский сад «Алёнушка»[7];
- Детский сад «Звёздочка»[8];
- Сельская библиотека[9][10].